# KISM
KISM (92,9 FM) je padesátikilowattová rozhlasová stanice v Bellinghamu, v americkém státě Washington. Stanice vysílá z hory Mount Constitution, z Kosatčího ostrova v souostroví svatého Jana. Provozuje ji společnost Cascade Radio Group, kterou vlastní Saga Communications.
Stanice obsluhuje severozápad státu Washington, její silný signál dosahuje také Vancouveru, Victorie, severních částí Seattlu a Olympijského poloostrova. Stanice vysílá souběžně s jinými stanicemi pořad Nights with Alice Cooper. 